# 접변
《접변》(蝶變: The Butterfly Murders)은 홍콩에서 제작된 서극 감독의 1979년 영화이다. 유조명 등이 주연으로 출연하였고 오사원 등이 제작에 참여하였다. 이 영화는 서양에서 테이프나 DVD로 널리 출시되지 못했으나(독일가 프랑스 DVD 릴리스는 있음) 홍콩 릴리스는 존재하였다.

## 출연

### 주연
- 유조명
- 미설
- 진기기
- 장국주
- 황수당

### 조연
- Xieqi Zhou

## 기타
- 미술: Quankai Kong